# Alexei Lessukow
Alexei Lessukow (russisch Алексей Лесуков; * 6. Mai 1988 in Apatity, Murmansker Region) ist ein russischer Profi-Bodybuilder.

## Karriere
Im Jahr 2006 nahm Lessukow erstmals an Bodybuildingwettkämpfen teil und konnte beide Wettbewerbe auf Anhieb gewinnen (Championship of the Northwest Juniors und Championship of Russia Juniors). Ein Jahr später folgte der erste große Erfolg und er wurde Europameister der Junioren. Im Jahr 2009 gewann er die Body-Extreme in Deutschland. Im Jahr 2012 sicherte er sich durch einen Sieg bei der Amateurausgabe der Arnold Classics Europe die Profi-Card für die internationalen Profi-Wettkämpfe der IFBB und feierte am 31. August 2013 sein Profi-Wettkampfdebüt auf der Nordic Pro Championships in Finnland. Hier sicherte er sich den vierten Platz.

## Sonstiges
Lessukow wird seit 2014 von der Supplementfirma Pure Protein gesponsert.
Er ist 1,69 m groß und wiegt außerhalb der Wettkampfsaison rund 115–120 kg.

## Wettkämpfe
- 2015: Arnold Classic Europe (Profi) – 14. Platz
- 2014: Nordic Pro Championships (Profi) – 8. Platz
- 2013: EVLS Prag Pro (Profi) – 13. Platz
- 2013: Arnold Classic Europe (Profi) – 16. Platz
- 2013: Nordic Pro Championships (Profi) – 4. Platz
- 2012: Arnold Classic Europe im Schwergewicht – 1. Platz
- 2011: Russische Meisterschaft bis 100 kg – 1. Platz
- 2011: Top de Colmar Schwergewicht – 1. Platz / Gesamtsieg
- 2011: Arnold Classic im Schwergewicht – 1. Platz
- 2009: Championship of Russia Juniors – 1. Platz
- 2009: Body-Extreme – 1. Platz
- 2007: European Championship Juniors – 1. Platz
- 2006: Wettkampfdebüt – Championship of Russia Juniors – 1. Platz